# ۱۶۹۵ (میلادی)
۱۶۹۵ (میلادی) هزار و ششصد و نود و پنجمین سال تقویم میلادی است.

## درگذشتگان
- ۱۷ آوریل – خوانا اینس د لا کروز، شاعر مکزیکی
- ۸ ژوئیه – کریستیان هویگنس، ستاره‌شناس، ریاضی‌دان، و فیزیک‌دان هلندی (ز. ۱۶۲۹)